# Bociany (rzeźba)

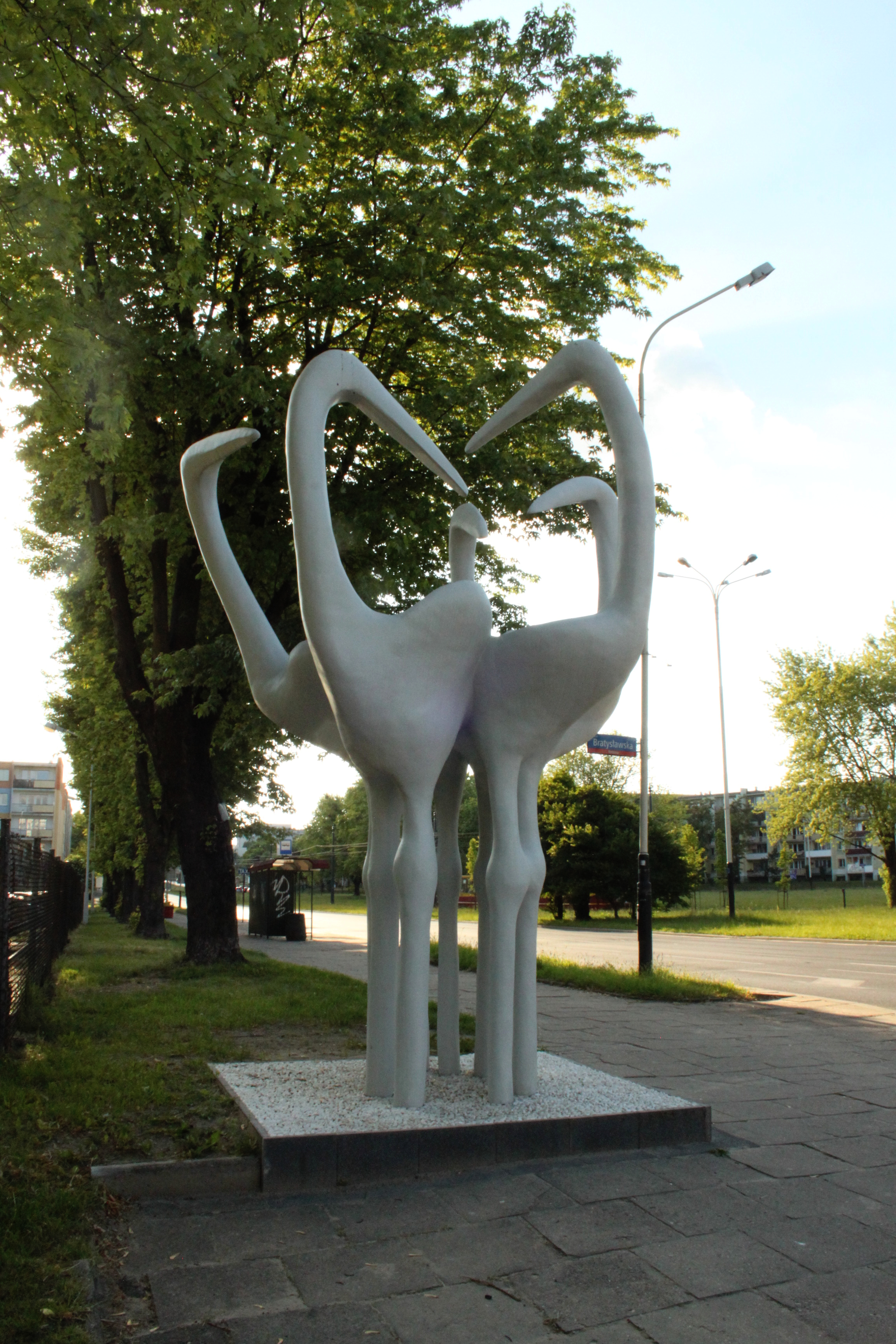
Rzeźba w 2018 r.

Bociany – rzeźba Michała Gałkiewicza w kolorze białym wykonana ze sztucznego kamienia, powstała jako punkt orientacyjny dla mieszkańców nowo budowanego wówczas osiedla Retkinia w Łodzi. Znajduje się u zbiegu al. Wyszyńskiego i ul. Waltera-Janke i pochodzi z lat 70 XX w.
Inspiracją było gniazdo bocianów, które rzeźbiarz widział w trakcie wakacji w Mikoszewie. Przez lata „Bociany” były znakiem rozpoznawczym Łodzi (m.in. wydano pocztówki z ich podobizną). W 2017 r., bez nadzoru autora, przeprowadzono renowację pomnika. W 2020 r. przeprowadzono ponowny remont rzeźby.